# Euonymus verrucosoides
Euonymus verrucosoides är en benvedsväxtart som beskrevs av Loes. Euonymus verrucosoides ingår i släktet Euonymus och familjen Celastraceae. Inga underarter finns listade.